# 塔平县
塔平县（印尼语：Kabupaten Tapin）是印度尼西亚南加里曼丹省的一个县，位于加里曼丹岛东南部，是一个内陆县份，县治在兰陶。2010年普查，全县有人口326,812人。